# 京芸和睦
京芸和睦（きょうげいわぼく）は、豊臣政権と安芸の毛利氏との間で結ばれた和睦。
これにより、織豊政権と毛利氏の争いは終結した。

## 前史
織田政権は当初、中国地方を支配する毛利氏とは友好関係にあった。だが、織田信長が中央政権としての道を本格的に歩み始めると、毛利氏との全面戦争は避けつつも、その領国に圧迫を加えるようになった。加えて、信長の領国拡大路線により、 織田氏と毛利氏が領国を接するようになると、争いは避けられなくなった。
そして、天正4年（1576年）に将軍・足利義昭が備後の鞆に亡命してくると、毛利輝元はこれを庇護し、亡命政権・鞆幕府を樹立させた。そして、織田氏との同盟を破棄して、武田氏や上杉氏、石山本願寺らと同盟し、畿内及び中国地方で争い繰り広げた。
しかし、毛利氏と同盟していた勢力が信長によって各個撃破され、また中国地方の攻略を担当していた羽柴秀吉の攻勢に対抗しきれず、輝元は次第に追い詰められた。

## 和睦の成立過程
天正10年（1582年）6月2日、備中高松城の戦いのさなか、信長が本能寺の変で横死した。そして、秀吉は信長の死を知らない毛利側に講和を持ち掛け、これを成立させた。
6月4日、備中高松城は講和により開城し、城主の清水宗治らは切腹した。また、中国地方の毛利氏支配領域に関しては、秀吉が当初割譲を要求していた美作・備中・伯耆・出雲・備後の五国から、美作・備中・伯耆の三国を割譲することで妥協された。ただし、この時に結ばれたのは当面の戦闘を中止するとした停戦協定に過ぎず、輝元と秀吉の講和ではないとする見方もある。
6月13日、秀吉が山崎の戦いで明智光秀を破ると、輝元は秀吉に戦勝を祝うため、安国寺恵瓊を使者として派遣した。だが、輝元は秀吉の戦勝を祝したものの、講和交渉では譲らず、美作と伊予では羽柴方との戦闘を継続した。
天正11年（1583年）3月、秀吉が賤ヶ岳の戦いで柴田勝家に勝利すると、秀吉は毛利氏に対して強硬な姿勢を取り、再侵攻をほのめかすようになった。秀吉が恵瓊に宛てた5月7日付の書状では、輝元に美作・備中・伯耆の三国を割譲することなどを条件に講和を迫り、もしこれを拒否した場合は毛利氏を滅ぼす、という旨が記されており、輝元は決断を迫られた。
輝元は恵瓊から説得を受けたものの、吉川元春や小早川隆景が領地の割譲に反対し、国境の画定交渉は難航した。加えて、割譲を求められた美作・備中・伯耆の三国では、毛利氏配下の国人たちが領有地域からの退去に抵抗し、その説得のためには安易な妥協はできなかった。美作では、毛利氏配下の草刈氏や中村氏が宇喜多勢の侵攻を撃退しており、輝元自身は秀吉との軍事衝突に突入しても互角に戦えると判断していた。だが、恵瓊は秀吉と戦闘に入った場合、9月16日付の書状では「十に七・八は負ける」と判断しており、輝元に軍事衝突を避けるように説得し続けた。
天正12年（1584年）1月、秀吉は毛利氏との講和交渉が進まない事に激怒し、明け渡し対象の毛利氏諸城の攻撃を示唆したばかりか、また講和の条件を美作・備中・伯耆の三国の割譲ではなく、当初の美作・備中・伯耆・出雲・備後の五国割譲に立ち戻ると脅した。前年10月に輝元は叔父の小早川元総と元春の三男・吉川経言を毛利氏の人質として提出していたが、これは秀吉からすれば毛利氏の一時しのぎとしてみなされていなかった。
このとき、秀吉は徳川家康や織田信雄との関係が悪化しており、輝元が軍を率いて上洛し、背後から毛利勢が襲ってくるのではないかという心配にも駆られていた。秀吉は毛利氏が参戦するのを恐れ、小牧・長久手の戦いの間もずっと、宇喜多秀家や因幡衆に警戒させていた。毛利氏もまた、この小牧・長久手の戦いに対してはどちらかといえば中立的立場であり、積極的な介入は行っていない。
同年（1584年）11月、秀吉と家康・信雄との講和が成立し、秀吉はさらに強大な勢力を持つようになった。輝元は秀吉が東海から引き上げて西国へと転向し、毛利氏領国へ侵攻することを恐れるようになった。また、同年秋には備前・美作での戦闘は終結し、毛利氏配下の国人たちは退去しつつあった。
12月26日、秀吉の養子・羽柴秀勝と、輝元の養女（内藤元種の娘）の婚礼の儀が、大坂城内において行われた。
天正13年（1585年）1月、輝元は秀吉との国境画定に応じ、毛利氏は安芸国、備後国、周防国、長門国、石見国、出雲国、隠岐国7ヶ国に加え、備中・伯耆両国のそれぞれ西部を領有することとなった（中国国分）。これにより、輝元は祖父以来の領地の多くを認められ、その所領の総石高は120万余石となり、徳川家康や織田信雄らと並ぶ大名となった。またこのとき、輝元は秀吉から土佐と伊予の領有を認めると約束されていたが、のちに伊予のみの領有とされた。
こうして、秀吉と輝元は正式に講和し、天正4年から続いた織豊政権と毛利氏の戦いはようやく終結した。これを、「京芸和睦」と呼ぶ。